# Caipiroska
Caipiroska es el nombre de un cóctel preparado con vodka, jugo de lima y azúcar. En algunas zonas de la provincia de Álava (España) este cóctel se conoce por "croska". En la provincia de La Sagra y en especial en Illescas es famosa por su uso durante las festividades del Milagro, en las que se le da el nombre de "la milagrosa". La Caipiroska, también conocida como "caipirivodka", es originaria de Brasil y pertenece a la familia de cócteles denominados "caipiras", nacidos exclusivamente como una variación de esta, la cual ha sido y es uno de los grandes cócteles clásicos. 
Su nombre deriva del de la caipiriña tradicional, de la que solo se diferencia por la sustitución de cachaza por vodka. Se sirve con hielo picado, y se bebe con pajita.
Una variedad de la caipiroska es la caipiroska de fresa.

## Preparación
Colocar las rodajas de lima en un vaso. Triturar. Añadir azúcar. Triturar y mezclar con un mortero de madera. Añadir el vodka y remover. Luego se llena el vaso con hielo hasta el borde. Añadir más vodka hasta llenar el vaso y volver a agitar. Servir con un palillo para remover y una pajilla (sorbito).